# Archidiakonka
Archidiakonka – jezioro w Polsce położone w województwie kujawsko-pomorskim, w powiecie toruńskim, w gminie miejskiej Chełmża.

## Źródła zewnętrzne
- Jezioro Archidiakonka - ryby, opis, łowisko, wędkarstwo, mapa, zdjęcia, opinie - na portalu wedkuje.pl. wedkuje.pl. [zarchiwizowane z tego adresu (2016-09-12)].